# Polytribax luteus
Polytribax luteus är en stekelart som först beskrevs av Cameron 1903.  Polytribax luteus ingår i släktet Polytribax och familjen brokparasitsteklar. Inga underarter finns listade i Catalogue of Life.